# 고산쿄
고산쿄(일본어: 御三卿)는 에도 시대 중기에 갈라진 도쿠가와씨의 일족이다. 도쿠가와 장군가와 도쿠가와 고산케의 혈연 관계가 멀어지는 것을 우려한 도쿠가와 요시무네가 자신의 아들 둘을 분가시키고 후에 도쿠가와 이에시게의 차남도 분가시켜 이 세가문을 합친 것이 고산쿄의 유래이다. 고산쿄의 목록에는 다음과 같다.
1. 다야스 도쿠가와가(田安徳川家) - 시조는 도쿠가와 무네타케 (8대 쇼군 도쿠가와 요시무네의 차남)
2. 히토쓰바시 도쿠가와가(一橋徳川家) - 시조는 도쿠가와 무네타다 (8대 쇼군 도쿠가와 요시무네의 4남)
3. 시미즈 도쿠가와가(清水徳川家) - 시조는 도쿠가와 시게요시 (9대 쇼군 도쿠가와 이에시게의 차남)

쇼군의 후계자를 제공하는 것은 고산케와 동일하나 따로 영지를 받지 않고 막부의 봉록을 받으며 에도에 거주하는 점이 다르다.

## 같이 보기
- 스루가 도쿠가와가 - 시조는 도쿠가와 다다나가
- 고후 도쿠가와가 - 시조는 도쿠가와 쓰나시게
- 다테바야시 도쿠가와가 - 시조는 도쿠가와 쓰나요시
- 고카몬 - 쇼군가의 분가인 마쓰다이라 집안 즉, 에치젠, 아이즈, 오치, 오쿠다이라, 히사마쓰 다섯가문을 일컫는다.